# Национальный парк Сутьеска
Национальный парк Сутьеска (серб. Национални парк Сутјеска) — старейший национальный парк в Республике Сербской. Он был создан в 1962 году и занимает площадь в 17 250 гектаров. Ближайший к нему город — Фоча. На территории этого национального парка находится один из четырёх реликтовых лесов Европы — Перучица. Также в нем располагается и самая высокая гора в Республике Сербской — Маглич (2386 метров над уровнем моря). Национальный парк Сутьеска входит в федерацию европейских национальных парков EUROPARC.
В 1943 году в этих краях прошла знаменитая Битва на Сутьеске или Пятое немецкое наступление. Она считается одной из тяжелейших битв Второй мировой войны на территории Югославии. В память об этом в 1971 году в Тьентиште был воздвигнут памятник павшим в боях партизанам, который входит в мемориальный комплекс «Долина героев».

## Флора
66 % территории национального парка занимают густые леса. Также там располагаются луга и горные пастбища. Леса особенно широко представлены на склонах гор на северо-западе парка, в то время как в других его районах горные склоны крутые и скалистые. Горные пастбища находятся на плато на отметке 1600 метров над уровнем моря. Всего на территории парка произрастают 2600 видов растений и 100 видов грибов. Отдельное природное богатство представляет реликтовый лес Перучица, где растут буки и чёрные сосны, возраст некоторых из них составляет больше 300 лет.

## Фауна
Фауна Сутьески богата и разнообразна. В этом национальном парке обитают европейские бурые медведи, евразийские волки, серны, кабаны, куницы, европейские косули и т. д. Также там обитают около 300 видов птиц, причём 61 вид гнездится в нем.

## Галерея

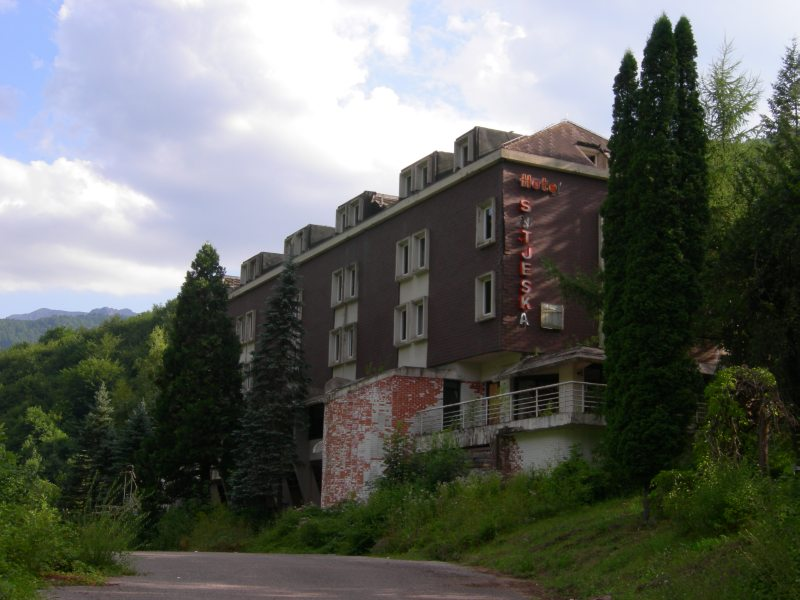
Отель «Сутьеска»
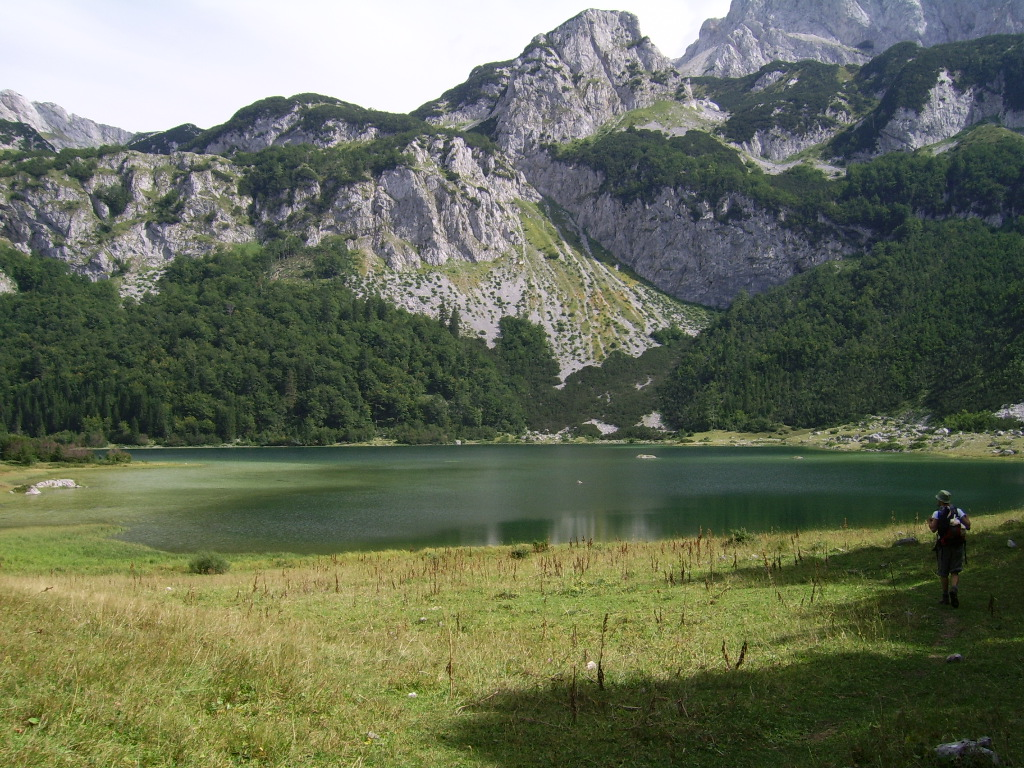
Трновачское озеро
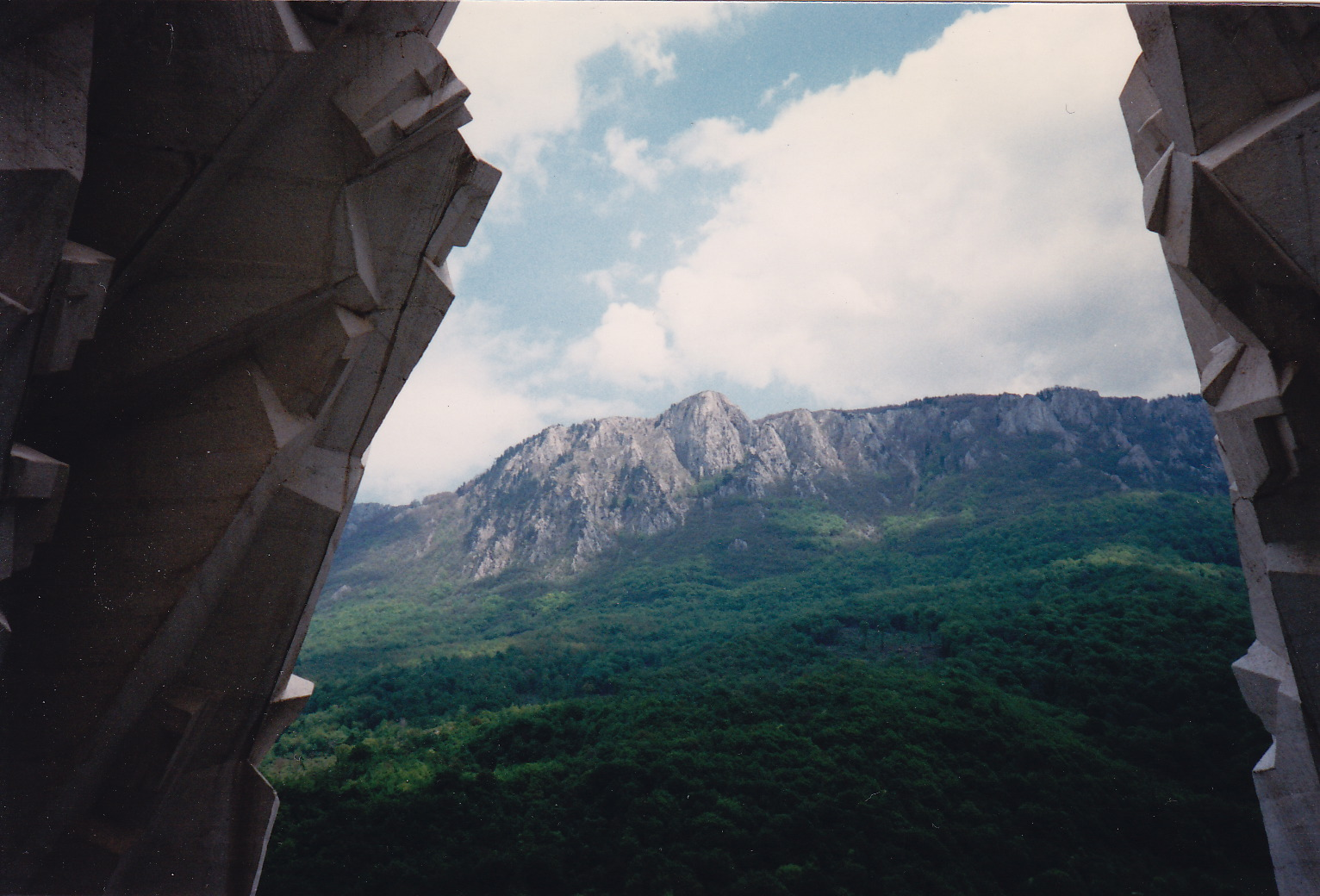
Национальный парк в 1987 году